# یواس‌اس مارلت (ای‌ام-۳۷۲)
یواس‌اس مارلت (ای‌ام-۳۷۲) (به انگلیسی: USS Murrelet (AM-372)) یک کشتی است که طول آن ۲۲۱ فوت ۳ اینچ (۶۷٫۴۴ متر) می‌باشد. این کشتی در سال ۱۹۴۴ ساخته شد.